# Мельник Олександр Васильович
Олекса́ндр Васи́льович Ме́льник — молодший сержант Збройних сил України.
Родом з Баранівки. Служить у 30-й окремій механізованій бригаді (місто Новоград-Волинський).

## Нагороди
За особисту мужність і героїзм, виявлені у захисті державного суверенітету та територіальної цілісності України, вірність військовій присязі під час російсько-української війни
- нагороджений орденом «За мужність» III ступеня (26.2.2015).